# 김훈호 (배우)
김훈호(1971년 1월 25일 ~ )는 대한민국의 영화 배우이다.

## 학력
- 경복대학교 음악과

## 출연작

### 영화
- 1997년 《파트너》 ... 심복 부하 역
- 1998년 《엑스트라》 ... 사이버 기자 역
- 1998년 《남자의 향기》 ... 교도관 역
- 2002년 《아프리카》 ... 기자 역
- 2002년 《뚫어야 산다》 ... 어깨 역
- 2002년 《광복절 특사》 ... 보안과 교도관 역
- 2002년 《철없는 아내와 파란만장한 남편 그리고 태권소녀》 ... 나이트 클럽 남 1 역
- 2003년 《지구를 지켜라!》 ... 형사 2 역
- 2003년 《와일드 카드》 ... 청원경찰 역
- 2003년 《실미도》 ... 프롤로그 기자 역
- 2004년 《어깨동무》 ... 수사관 역
- 2004년 《바람의 전설》 ... 룸살롱 웨이터 역
- 2004년 《령》 ... 형사 2 역
- 2004년 《거미숲》 ... 범인 2 역
- 2006년 《야수》 ... 대검 검찰 역
- 2011년 《특수본》 ... 4팀 김 형사 1 역
- 2013년 《노브레싱》 ... 관계자 1 역

### 드라마
- 2007년 MBC 미니시리즈 《옥션하우스》 ... 형사 역
- 2008년 MBC 시즌드라마 《라이프 특별 조사팀》 ... 형사 역
- 2008년 MBC 미니시리즈 《종합병원 2》 ... 구급대원 역
- 2008년 iHQ DRAMA 시즌드라마 《크라임 시즌 2》 ... 용훈 역
- 2008년 MBC 일일아침드라마 《하얀 거짓말》
- 2009년 MBC 일일연속극 《밥 줘》 ... 택시기사 역
- 2009년 SBS 미니시리즈 《드림》 ... 체육관 관장 역
- 2009년 SBS 대기획 《태양을 삼켜라》 ... 교도관 역
- 2010년 SBS 대기획 《제중원》 ... 문지기 역
- 2010년 SBS 미니시리즈 《산부인과》 ... 형사 역
- 2010년 SBS 미니시리즈 《검사 프린세스》 ... 형사 역
- 2010년 MBC 월화드라마 《동이》 ... 노복 역
- 2011년 SBS 드라마스페셜 《49일》 ... 형사 역
- 2011년 MBC 주말드라마 《내 마음이 들리니》 ... 몽타주 담당 수사관 역
- 2011년 MBC 주말드라마 《애정만만세》 ... 형사 역
- 2012년 OCN 일요드라마 《신의 퀴즈 3》 ... 안창현 역
- 2013년 MBC 주말특별기획 《스캔들: 매우 충격적이고 부도덕한 사건》
- 2013년 MBC 월화드라마 《불의 여신 정이》
- 2014년 MBC 주말연속극 《왔다! 장보리》 ... 이동후의 운전기사 역

### 독립장편
- 2005년 《허니문》 ... 김 형사 역

## 그 외

### 뮤직비디오
- 2002년 한일월드컵송 - 《Let's get together now》
- 2007년 박완규 - 《사랑해서 사랑해서》

### CF
- 2008년 KT 와이브로 - W 브라더스 : 과장